# Josep Sol i Torrents
Josep Sol i Torrents (Lleida, 1843 - 1923) fou un industrial i polític català, diputat a les Corts Espanyoles durant la restauració espanyola

## Biografia
De jove fou seguidor d'Emilio Castelar y Ripoll al Partit Republicà Democràtic Federal, amb el que formà part de la Coalició Republicana i fou escollit paer de Lleida el 1891. Però el 1893 trencà amb Castelar i fou escollit paer en cap de Lleida el 1893-1894. Ingressà al Partit Liberal, amb el que fou membre de la Diputació provincial pel districte de la Seu d'Urgell-Sort de 1896 a 1905. El 1895 fundà el diari liberal El Pallaresa i fou elegit diputat pel districte de Lleida a les eleccions generals espanyoles de 1905.